# Henryk II (książę Brunszwiku-Grubenhagen)
Henryk II z Grecji, niem. Heinrich von Griechenland (ur. 1289 r., zm. 1351 r.) – wspólnie z braćmi książę Brunszwiku-Grubenhagen od 1322 r. z dynastii Welfów.

## Życiorys
Henryk był najstarszym spośród synów pierwszego księcia Brunszwiku-Grubenhagen Henryka I Dziwaka i Agnieszki, córki landgrafa Turyngii, margrabiego Miśni i palatyna saskiego Albrechta II Wyrodnego z dynastii askańskiej. Wraz z trzema braćmi: Ernestem, Wilhelmem oraz Janem (ten już w 1325 r. poświęcił się karierze duchownej) objął po śmierci ojca w 1322 r. rządy w księstwie Brunszwiku-Grubenhagen.
Swój przydomek otrzymał jeszcze za życia – jego siostra Adelajda-Irena poślubiła późniejszego cesarza Bizancjum Andronika III Paleologa i Henryk, po śmierci swej pierwszej żony (Jutty, córki margrabiego brandenburskiego Henryka I bez Ziemi) udał się w kilkuletnią podróż do Konstantynopola. Odbył wtedy wyprawę do Palestyny i na Synaj; w 1330 r. poślubił też Helwizę, córkę Filipa z Ibelinu, seneszala Jerozolimy. Po powrocie do ojczyzny, ogromnie zadłużony w związku z kosztami podróży, sprzedał swoją część księstwa arcybiskupom Moguncji; otrzymywał od nich dożywotnią rentę i odsunął się całkowicie od polityki. Jego synowie nie objęli już tronu brunszwickiego na Grubenhagen, na którym pozostali bracia Henryka, a następnie ich potomkowie.

## Rodzina
Z pierwszego małżeństwa, zawartego ok. 1318 r. z Juttą, córką margrabiego brandenburskiego Henryka I bez Ziemi miał czworo dzieci, w tym Agnieszkę, żonę księcia szczecińskiego Barnima III, oraz Ottona, kondotiera i księcia Tarentu. Z drugiego małżeństwa, zawartego w 1330 r. na Cyprze miał siedmioro dzieci, w tym Filipa, konetabla Jerozolimy, Baltazara, przez krótki czas despoty Romanii w Morei oraz Melchiora, biskupa Osnabrück, a potem Schwerin.